# 127516 Oravetz
127516 Oravetz este un asteroid din centura principală de asteroizi.

## Descriere
127516 Oravetz este un asteroid din centura principală de asteroizi. A fost descoperit pe 4 octombrie 2002 la Apache Point Observatory în cadrul programului Sloan Digital Sky Survey. Asteroidul prezintă o orbită caracterizată de o semiaxă mare de 2,29 ua, o excentricitate de 0,08 și o înclinație de 7,5° în raport cu ecliptica.